# Laurens County, Georgia
Laurens County är ett administrativt område i delstaten Georgia, USA. År 2010 hade countyt 48 434 invånare. Den administrativa huvudorten (county seat) är  Dublin.

## Geografi
Enligt United States Census Bureau så har countyt en total area på 2 120 km². 2 104 km² av den arean är land och 16 km² är vatten. 

### Angränsande countyn
- Johnson County, Georgia - nordost
- Emanuel County, Georgia - nordost
- Treutlen County, Georgia - öst
- Wheeler County, Georgia - syd
- Dodge County, Georgia - sydväst
- Bleckley County, Georgia - väst
- Wilkinson County, Georgia - nordväst
- Twiggs County, Georgia - nordväst